# Port lotniczy Daqing
Port lotniczy Daqing (IATA: DQA, ICAO: ZYDQ) – port lotniczy położony w Daqing, w prowincji Heilongjiang, w Chińskiej Republice Ludowej.

## Linie lotnicze i połączenia
| Linia Lotnicza          | Kierunek                                                                                        |
| ----------------------- | ----------------------------------------------------------------------------------------------- |
| Air China               | 1. Pekin 2. Pekin-Daxing 3. Szanghaj-Pudong 4. Tiencin                                          |
| China Eastern Airlines  | 1. Qingdao 2. Szanghaj-Hongqiao 3. Yantai                                                       |
| China Southern Airlines | 1. Pekin-Daxing 2. Chengdu-Tianfu 3. Dalian 4. Guangzhou 5. Qingdao 6. Szanghaj-Pudong 7. Xi’an |